# Emilio Baldanello
Emilio Baldanello (Padova, 3 marzo 1902 – Venezia, 21 luglio 1952) è stato un attore e drammaturgo italiano.

## Biografia
Figlio del direttore del Teatro Malibran di Venezia Giuseppe Baldanello e dell'attrice Dora Prosdocimi, inizia a recitare in teatro nel 1922, dopo aver abbandonato gli studi di giurisprudenza, con la compagnia di Albertina Bianchini diretta da Albano Mezzetti. Compie un deciso salto di qualità entrando, come attore comico dialettale, nel 1923 quando entra nella compagnia di Gianfranco Giachetti. 
Nel 1936 entra nella Compagnia del Teatro di Venezia diretta da Guglielmo Zorzi e nel 1939 forma una propria compagnia con Gino Cavalieri. Attivo anche nel cinema, dove esordisce nel 1932 con il lungometraggio La cantante dell'opera di Nunzio Malasomma, tranne in un film, Trent'anni di servizio di Mario Baffico, girato durante la R.S.I. e distribuito sommariamente nel 1945, dove è il protagonista, non ha mai avuto ruoli di primo piano, venendo utilizzato come caratterista in ruoli che spesso mettevano in luce le sue caratteristiche di attore dialettale veneto.
Si cimenta anche nella scrittura di testi teatrali (Zogando a tresete) sempre in dialetto veneto.
Marito dell'attrice Wanda Vianello, era il padre del regista Gianfranco Baldanello e della segretaria di edizione Maria Grazia Baldanello.

## Filmografia parziale
- La cantante dell'Opera, regia di Nunzio Malasomma (1932)
- Pia de' Tolomei, regia di Esodo Pratelli (1941)
- Se non son matti non li vogliamo, regia di Esodo Pratelli (1941)
- Piccolo mondo antico, regia di Mario Soldati (1941)
- 4 ragazze sognano, regia di Guglielmo Giannini (1943)
- L'ultima carrozzella, regia di Mario Mattoli (1943)
- La locandiera, regia di Luigi Chiarini (1944)
- Trent'anni di servizio, regia di Mario Baffico (1945)
- L'angelo del miracolo, regia di Piero Ballerini (1945)
- Casello n. 3, regia di Giorgio Ferroni (1945)
- I figli della laguna, regia di Francesco De Robertis (1945)
- Ogni giorno è domenica, regia di Mario Baffico (1946)
- Pian delle stelle, regia di Giorgio Ferroni (1946)
- Senza famiglia, regia di Giorgio Ferroni (1946)
- Guglielmo Tell, regia di Giorgio Pàstina (1948)
- Ombre sul Canal Grande, regia di Glauco Pellegrini (1951)
- La leggenda di Genoveffa, regia di Arthur Maria Rabenalt (1952)